# Thysanodesma
Thysanodesma là một chi bướm đêm thuộc họ Crambidae.

## Species
- Thysanodesma major Butler, 1889
- Thysanodesma praeteritalis (Walker, 1859)